# John and Julie
John and Julie è un film comico del 1955 diretto da William Fairchild.

## Trama
John e Julie sono due bambini del Dorset che non vedono l'ora di vedere l'incoronazione della Regina Elisabetta II nonostante i loro rispettivi genitori non abbiano alcuna intenzione di andarci. Quando i due rimangono soli, decidono di scappare a Londra per vedere lo "zio Ben" di John "perché conosce la regina". Lungo la strada, incontrano diverse persone bizzarre ed eccentriche che li aiutano a raggiungere il loro obiettivo e alla fine riescono a vedere la processione della regina.

## Produzione
Le riprese si svolsero presso i Beaconsfield Studios. Frazer Hines, che in seguito avrebbe acquisito notorietà per la sua interpretazione del personaggio di Jamie McCrimmon in Doctor Who, ha un ruolo minore nel film.